# Аулиекольский район
Аулиеко́льский район (каз. Әулиекөл ауданы, до 1997 года — Семиозёрный) — административно-территориальная единица в Костанайской области Казахстана. Административный центр — село Аулиеколь.

## Физико-географическая характеристика

### Географическое положение
Аулиекольский район расположен в центральной части Костанайской области. Граничит на севере с Костанайским, на северо-востоке с Алтынсаринским, на востоке с Карасуским, на юге — с Наурзумским, на западе — с Камыстинским и имени Беимбета Майлина районами. Протяженность района с севера на юг — 112 км, с запада на восток — 130 км.
В недрах разведаны уголь, железо, бокситы, стройматериалы и огнеупоры. Имеется четыре месторождения бурого угля, крупнейшее — Кушмурунское (запасы — 5 млрд т); два средних по величине запасов месторождения бокситов — Кушмурунское и Приозёрное; 15 месторождений строительных и огнеупорных материалов.
Рельеф района в целом представлен волнистой равниной, лишь на самом крайнем востоке с севера на юг протягивается широкая Тургайская ложбина. Абсолютные отметки равнины колеблются в пределах 210—270 м, её поверхность отличается однообразием, она слабоволнистая. Только в урочищах Казанбасы, Аманкарагай, занятых лесами, рельеф можно назвать гроволожбинным.
В районе две почвенные зоны: зона чернозёмов с подзоной южных и малогумусных чернозёмов и зона каштановых почв. Южные малогумусные чернозёмы являются лучшими почвами подзоны, они используются для посева зерновых культур. Тёмно-каштановые почвы являются пахотно пригодными и используются под пашней.

### Климат
Климат резко континентальный, район находится в пределах сухостепной природной зоны. Годовое количество осадков — 260—280 мм. Среднегодовая температура воздуха — 1,22 °C. Засуха — явление частое.
| Показатель              | Янв.  | Фев.  | Март | Апр. | Май  | Июнь | Июль | Авг. | Сен. | Окт. | Нояб. | Дек.  | Год |
| ----------------------- | ----- | ----- | ---- | ---- | ---- | ---- | ---- | ---- | ---- | ---- | ----- | ----- | --- |
| Средняя температура, °C | −15,3 | −15,1 | −8   | 5,3  | 14,1 | 20,3 | 21,4 | 19,6 | 13,0 | 4,9  | −5,5  | −12,7 | 3,5 |
| Норма осадков, мм       | 19    | 14    | 17   | 22   | 34   | 28   | 34   | 28   | 19   | 23   | 23    | 21    | 283 |
| Источник:               |       |       |      |      |      |      |      |      |      |      |       |       |     |

### Гидрография
По территории района протекают реки Убаган, Ащи, Шили, находятся озёра Кушмурун, Ревуль, Ногайколь, Шили и множество незначительных по площади озёр.

### Флора и фауна
В районе расположен крупнейший в области Аманкарагайский лесной массив.
Растёт ковыль (Иоанна, Тырса), типчак (Беккера), тонконог стройный, житняк сибирский, полынь, шренка австрийская, из разнотравья лапчатка песчаная, тмин песчаный, гвоздика иглолистая и равнинная, песчанка длиннолистая, молочай лозный, скабиоза бледно-жёлтая. Среди злаков распространены луговые виды: пырей ползучий, тимофеевка луговая, костер безостый. Луговые солончаковые почвы покрываются ячменево-волосневово-полынной растительностью и солянкой. В лесах распространены сосна, белая берёза и осина. Общая площадь лесного массива — 80,6 тыс. га. Также обитают птицы: орлы, перепёлки, сороки, вороны, грачи, жаворонки, пустельга обыкновенная. В озёрах и реках гуси, утки, чайки и кулики, на крупных озёрах встречаются лебеди, сурки, полёвки, на заросших берегах озёр встречаются ондатры и водяные крысы, в лесостепи — волки, лисицы, зайцы, в лесах — косуля, лось, сайгаки. В водоёмах обитают рыбы: карась, карп, щука. Из рептилий встречаются ящерица, гадюка степная и др.

## История
С 1868 года территория была частью Тургайской области в составе Кустанайского уезда. С 8 ноября 1919 года и район входил в состав Кустанайского уезда Челябинской губернии. 16 сентября 1920 года Кустанайский уезд вошёл в состав Киргизской АССР на основании постановления Челябинского губисполкома. 9 ноября 1920 года Кустанайский уезд временно передан в Оренбургско-Тургайскую губернию. 1 апреля 1921 года образована Кустанайская губерния из Кустанайского (в том числе Семиозерного района) и Тургайского уездов. 15 августа 1922 года Семиозерный район был ликвидирован, а его территория присоединена с преобразованием всех уездов Кустанайской губернии в один Кустанайский уезд, который был реорганизован в Кустанайский округ.
17 января 1928 году из Аманкарагайской, Семиозерной, части Аракарагайской, Павловской и Тобольской волостей был образован (утверждено ВЦИК 3 сентября 1928 года) Аманкарагайский район с центром в селе Семиозёрное. 17 декабря 1930 года постановлением ВЦИК Кустанайский округ ликвидирован, в Казахской АССР введено районное деление, Аманкарагайский район присоединен к Карабалыкскому, Кустанайскому и Семиозерному районам. С 20 февраля 1932 года Семиозерный район стал частью Актюбинской области. 29 июля 1936 года образована Кустанайская область из 11 районов (в том числе Семиозерный район с центром в Семиозерном) Актюбинской области.
22 октября 1955 года часть территории Семиозёрного района была передана в новый Октябрьский район.
17 июня 1997 года указом Президента Республики Казахстан Семиозёрный район был переименован в Аулиекольский район.
Со 2 сентября 2022 года район был охвачен лесными пожарами.

## Население
| Численность населения | Численность населения | Численность населения | Численность населения | Численность населения | Численность населения | Численность населения | Численность населения | Численность населения | Численность населения | Численность населения | Численность населения |
| 1939                  | 1959                  | 1970                  | 1979                  | 1989                  | 1999                  | 2000                  | 2001                  | 2002                  | 2003                  | 2004                  | 2005                  |
| --------------------- | --------------------- | --------------------- | --------------------- | --------------------- | --------------------- | --------------------- | --------------------- | --------------------- | --------------------- | --------------------- | --------------------- |
| 27 778                | ↗61 162               | ↗70 371               | ↘68 874               | ↘65 548               | ↘55 338               | ↘54 845               | ↘54 156               | ↘52 943               | ↘52 011               | ↘51 157               | ↘50 366               |
| 2006                  | 2007                  | 2008                  | 2009                  | 2010                  | 2011                  | 2012                  | 2013                  | 2014                  | 2015                  | 2016                  | 2017                  |
| ↘49 583               | ↘49 231               | ↘48 741               | ↘47 644               | ↘47 249               | ↘46 903               | ↘46 477               | ↘46 072               | ↘45 824               | ↘45 256               | ↘44 644               | ↘43 849               |
| 2018                  | 2019                  | 2020                  | 2021                  | 2022                  | 2023                  | 2024                  |                       |                       |                       |                       |                       |
| ↘42 991               | ↘42 178               | ↘41 293               | ↘40 464               | ↘35 427               | ↘34 848               | ↘34 305               |                       |                       |                       |                       |                       |

Национальный состав (на начало 2019 года):
- казахи — 21 531 чел. (51,05 %)
- русские — 12 984 чел. (30,78 %)
- украинцы — 3 125 чел. (7,41 %)
- немцы — 1 325 чел. (3,14 %)
- татары — 889 чел. (2,11 %)
- чеченцы — 630 чел. (1,49 %)
- белорусы — 495 чел. (1,17 %)
- башкиры — 139 чел. (0,33 %)
- азербайджанцы — 120 чел. (0,28 %)
- другие — 940 чел. (2,23 %)
- Всего — 42 178 чел. (100 %)

Национальный состав, по переписи населения в 1939 г.
Семиозерный район Костанайской области
| Национальность | Численность | Численность         | Численность      |
| Национальность | весь район  | с. Семиозерное (рц) | прочие села      |
| Всего          | 27.778      | 4.943               | 22.835           |
| Казахи         | 13.308      | 1.056               | 12.252 (53,65 %) |
| Украинцы       | 6.923       | 1.351               | 5.572 (24,40 %)  |
| Русские        | 6.287       | 2.134               | 4.153            |
| Татары         | 384         | 262                 | 122              |
| Немцы          | 166         | 15                  | 151              |
| Корейцы        | 26          | 7                   | 19               |
| Прочие         | 684         | 118                 | 566              |

## Административно-территориальное деление
Аулиекольский район состоит из 15 сельских округов, в составе которых находится 34 села:
| Сельский округ                 | Населённые пункты                                                                |
| Аманкарагайский сельский округ | село Аманкарагай, село Лесное, село Озёрное                                      |
| Село Аулиеколь                 | село Аулиеколь                                                                   |
| Диевский сельский округ        | село Мырзаколь, село Ушкарасу, село Косколь                                      |
| Село имени К. Тургумбаева      | село имени К. Тургумбаева                                                        |
| Казанбасский сельский округ    | село Октябрьское, село Казанбасы, село Баганалы, село Каракалпак, село Дангербай |
| Село Коктал                    | село Коктал                                                                      |
| Село Косагал                   | село Косагал                                                                     |
| Посёлок Кушмурун               | посёлок Кушмурун, село Кирова                                                    |
| Москалёвский сельский округ    | село Москалёвка, село Жалтырколь                                                 |
| Новонежинский сельский округ   | село Новонежинка, село Калинин, село Лаврентьевка                                |
| Новосёловский сельский округ   | село Новосёловка, село Сосновка, село Аккудук, село Кургуус                      |
| Село Первомайское              | село Первомайское                                                                |
| Сулукольский сельский округ    | село Юльевка, село Федосеевка, село Чили                                         |
| Село Тимофеевка                | село Тимофеевка                                                                  |
| Черниговский сельский округ    | село Черниговка, село Харьковка, село Дузбай                                     |

## Экономика

### Промышленность
Объём производства промышленной продукции предприятиями района на 1 июля 2009 года составил 1720,1 млн тенге или 94,9 % к соответствующему периоду прошлого года. Индекс физического объёма составил 116 %.

### Сельское хозяйство
На территории района действует 277 сельхозформирований, в том числе 22 ТОО, 255 крестьянских хозяйств. Поголовье скота по состоянию на 1 июля 2009 года составило: КРС — 50 562 голов или 106,8 % к соответствующему периоду прошлого года, в том числе коров — 21 621 или 103,6 %, овец и коз — 29 981 или 102,3 %, свиней — 24 903 или 101,3 %, лошадей — 6341 или 107,2 %, птиц — 152 900 или 105,4 %.

## Достопримечательности
В северной части Тургайского прогиба у самого истока реки Убаган (правый приток Тобола) находится могильник Бестамак синташтинской культуры.